# William H. Davidson
William H. Davidson war ein US-amerikanischer Politiker. Zwischen 1836 und 1838 war er Vizegouverneur des Bundesstaates Illinois.

## Leben
Die Lebensdaten von William Davidson sind nicht überliefert. Über seine Jugend und Schulausbildung sowie seinen Werdegang jenseits der Politik ist ebenfalls nichts bekannt. Er lebte zumindest zeitweise im White County in Illinois. Politisch schloss er sich der von Andrew Jackson gegründeten Demokratischen Partei an. Er wurde auch Mitglied im Senat von Illinois. Im Jahr 1836 war er Präsident dieser Parlamentskammer.
Nach dem Rücktritt von Vizegouverneur Alexander Jenkins wurde Davidson entsprechend der Staatsverfassung dessen Nachfolger. Dieses Amt bekleidete er zwischen dem 9. Dezember 1836 und dem 7. Dezember 1838 allerdings nur kommissarisch. Dabei war er Stellvertreter von Gouverneur Joseph Duncan. Nach dem Ende seiner Zeit als Vizegouverneur verliert sich seine Spur.